# Renata Kasalová
Renata Kasalová (* 5. března 1969 Bánovce nad Bebravou, Československo) je slovenská stolní tenistka, bývalá československá reprezentantka. V roce 1988 obsadila na olympijských hrách v Soulu 9. místo ve dvouhře a společně s Marií Hrachovou 5. ve smíšené čtyřhře.